# Takis Fyssas
Takis Fyssas (grekiska: Τάκης Φύσσας), född 18 april 1973 i Pireus, Grekland, är en före detta grekisk fotbollsspelare och nuvarande fotbollsledare. Under sin aktiva karriär spelade han som vänsterback och var en del av Greklands landslag som vann EM 2004.

## Personlig information
- Fullständigt namn: Panagiotis Fyssas
- Födelsedatum: 18 april 1973 (50 år)
- Födelseort: Pireus, Grekland
- Längd: 178 cm
- Lateralitet: Vänsterfotad

## Klubbinformation
- Nuvarande klubb: Pensionerad
- Position: Vänsterback

## Juniorkarriär
| År        | Klubb           |
| --------- | --------------- |
| 1987–1992 | Apollon Smyrnis |

## Seniorkarriär*
| År        | Klubb         | Matcher (Mål) |
| --------- | ------------- | ------------- |
| 1992–1996 | Panathinaikos | 85 (2)        |
| 1996–2003 | PAOK          | 142 (4)       |
| 2003–2005 | Benfica       | 50 (1)        |
| 2005–2008 | Panathinaikos | 60 (1)        |
| Totalt    |               | 337 (8)       |

## Landslagskarriär
| År        | Lag      | Matcher (Mål) |
| --------- | -------- | ------------- |
| 1999–2007 | Grekland | 70 (0)        |

*SM = Seriematcher, GM = Goal/mål

## Meriter
- Grekland
  - EM-guld: 2004
- Panathinaikos
  - Grekiska ligan: 1995
  - Grekiska cupen: 1993, 1994
- Benfica
  - Portugisiska ligan: 2004